# Франко Керніцький
Франко Керніцький (2 квітня 1909, с. Великі Чорнокінці, Австро-Угорщина — 25 грудня 1988) — український релігійний діяч.

## Життєпис
Франко Керніцький народився 2 квітня 1909 року в селі Великих Чорнокінцях, нині Колиндянської громади Чортківського району Тернопільської области України.
Від 1912 року — у Канаді. Закінчив Колегію святого Андрея в м. Вінніпег. 9 жовтня 1938 році рукопокладений архиєпископом Іоанном Теодоровичом на священника УПЦК. Душпастирював у провінціях Саскачеван та Онтаріо. У 1960–1970 роках очолював президію консисторії УПЦК в Канаді. У 1970 році — настоятель катедри св. Івана в м. Едмонтон, від 1974 — катедри Пресвятої Трійці у Вінніпезі.
Діяльний в Союзі українців-самостійників та инших товариствах. У 1968 році митрополит Іларіон нагородив митрою, 1978 року митрополит Андрей — протопресвітерством.

## Сім'я
17 вересня 1938 року одружився з Марусею (до шлюбу Ткачук)